# Schwedische Eishockeymeisterschaft 1937
Die Saison 1937 war die 16. Austragung der schwedischen Eishockeymeisterschaft. Meister wurde zum insgesamt vierten Mal in der Vereinsgeschichte Hammarby IF.

## Meisterschaft

### Erste Runde
- Nacka SK – UoIF Matteuspojkarna 3:1
- Tranebergs IF – Hornstulls IF 3:2
- Södertälje SK – BK Nordia 4:0

### Zweite Runde
- Södertälje IF – IFK Mariefred 3:2
- Karlbergs BK – IK Sture 2:1
- Nacka SK – Lidingö IF 4:0
- Södertälje SK – Tranebergs IF 3:1

### Viertelfinale
- Södertälje IF – Nacka SK 4:0
- Hammarby IF – IK Göta 3:0
- AIK Solna – IK Hermes 1:0
- Södertälje SK – Karlbergs BK 3:1

### Halbfinale
- Södertälje IF – Hammarby IF 0:1
- AIK Solna – Södertälje SK 1:3

### Finale
- Hammarby IF – Södertälje SK 1:0